# Aref Kamal
Aref Kamal, auch Arif Kamal, arabisch عارف كمال, DMG Aref Kamal, ist ein pakistanischer muslimischer Intellektueller und Diplomat. Er war unter anderem Botschafter Pakistans in Katar und Jordanien.

## Leben
Kamal ist Director of Global Studies am Institute of Strategic Studies, Research & Analysis innerhalb der Universität für Nationale Verteidigung in Islamabad.
Er ist einer der Fellows des Königlichen Aal al-Bayt Instituts für islamisches Denken (Royal Aal Al-Bayt Institute for Islamic Thought).
Er war einer der 138 Unterzeichner des offenen Briefes Ein gemeinsames Wort zwischen Uns und Euch (englisch A Common Word Between Us & You'), den Persönlichkeiten des Islam an „Führer christlicher Kirchen überall“ (engl. “Leaders of Christian Churches, everywhere …”) sandten (13. Oktober 2007).